# Caras (revista argentina)
Caras es una revista argentina, brasileña y portuguesa de espectáculos, actualidad, moda y cultura editada en la Argentina por la Editorial Perfil, en Brasil por la Editora Perfil do Brasil y en Portugal por el Grupo Impresa y es una de las mayores revistas de farándula en la Argentina, Brasil y Portugal. También se publica en Uruguay y circula en América Latina, Estados Unidos, España y Angola.

## Fundación
La revista Caras comenzó a publicarse en la Argentina el 24 de noviembre de 1992 bajo la dirección del periodista y empresario argentino Jorge Fontevecchia y en Brasil el 12 de noviembre de 1993.

## Caras TV
El 4 de marzo de 2024 la revista se lanzó como Caras TV en el canal 21.1 (HD) de la televisión digital terrestre en Argentina, y en agosto de 2024, ingresó también en DirecTV en canal 240 (SD).